# ワイルドの三つ子銀河
ワイルドの三つ子銀河 (英: Wild's Triplet) は、地球から見ておとめ座の方向約2億光年の距離にある棒渦巻銀河の小集団。「三つ子」に喩えられる3つの銀河には、1962年から1974年にかけて公表された銀河カタログ「Morphological Catalogue of Galaxies」の中でそれぞれ、MCG-01-30-032、033、034と番号が振られている。3つの銀河の間にかかるブリッジ状の構造は、銀河間の重力相互作用によって生じたと考えられている。イギリス生まれのオーストラリアの天文学者ジョン・ポール・ワイルドが1950年代にこの銀河の集団を研究したことから、彼の名前を取ってWild's Tripletと呼ばれるようになった。